# Diecéze Ariano Irpino-Lacedonia
Diecéze Ariano Irpino-Lacedonia (latinsky Dioecesis Arianensis Hirpina-Laquedoniensis) je římskokatolická nemetropolitní arcidiecéze v Itálii, která je součástí beneventské církevní provincie, tvořící součást církevní oblasti Kampánie. Katedrálou je bazilika Nanebevzetí P. Marie v Ariano Irpino, konkatedrála v Lacedonii je zasvěcena Nanebevzetí P. Marie.

## Stručná historie
Diecéze v Ariano Irpino je doložena v 10. století. Od roku 969, kdy se Benevento stalo metropolí, byla diecéze Ariano jeho sufragánní diecézí. Diecéze v Lacedonii je doložena v 11. století, původně byla sufragánní vůči arcidiecézi Conza, V roce 1979 se diecéze Lacedonia stala sufragánní vůči Beneventu. Obě diecéze byly v roce 1974 sjednoceny in persona episcopi, a roku 1986 úplně.